# Pectinia ayleni
Pectinia ayleni là một loài san hô trong họ Pectiniidae. Loài này được Wells mô tả khoa học năm 1935.